# Цирк страху
Цирк страху (англ. Circus of Fear) — трилер 1966 року.

## Сюжет
У Лондоні відбувається пограбування банківського автомобіля, що перевозив 250 тисяч фунтів стерлінгів. Все проходить нормально, поки один з бандитів на ім'я Мейсон не починає панікувати і стріляє в водія машини. Його товариші вирішують вбити Мейсона, але керівник нальоту зупиняє їх. Він наказує Мейсону сховати гроші в затишне місце. Решта грабіжників ховається, але незабаром анонімне повідомлення інспектору Скотланд-Ярду Елліотту дозволяє їх заарештувати. Тим часом, слідуючи інструкціям свого боса, Мейсон з грошима прибуває до порожнього амбару, де отримує ніж у спину від невідомого. Розслідування поліції заходить у глухий кут, оскільки слідів останнього нальотчика і зниклі гроші виявити не вдається. Але незабаром розслідування зрушується з мертвої точки, коли зниклі банкноти видаються як зарплата артистам цирку Барберіні.

## У ролях
| Актор           | Роль              |
| --------------- | ----------------- |
| Крістофер Лі    | Грегор            |
| Лео Генн        | інспектор Елліотт |
| Ентоні Ньюлендс | Барберіні         |
| Хайнц Драхе     | Карл              |
| Едді Арент      | Едді              |
| Клаус Кінскі    | Манфред Харт      |
| Маргарет Лі     | Джина             |
| Сьюзі Кендалл   | Наташа            |
| Сесіл Паркер    | сер Джон          |
| Віктор Маддерн  | Мейсон            |